# Пионерский переулок (Томск)
Пионе́рский переу́лок — улица в Томске, от реки Ушайки до площади Батенькова.

## История
Первоначальное название получил (1878) по фамилии местного домовладельца — Протопопова.
В доме на углу переулка с Благовещенским переулком (ныне — Батенькова) жил с 1846 по 1856 год сосланный в Томск декабрист Г. С. Батеньков (дом сгорел в 1904 году).

## Новая история
Современное название получил 25 июня 1929 года.
В переулке в томский период своей жизни жил известный советский писатель Виль Липатов (дом, находившийся между д. 4 и 8а, сгорел в 2000-е годы).